# Tiberio Mitri
Tiberio Mitri, född 12 juli 1926 i Trieste, död 12 februari 2001 i Rom, var en italiensk proffsboxare. Han var tvåfaldig Europamästare i mellanvikt 1949–1951 och 1954.
Mitris professionella karriär varade 1946-1957. Han tog den europeiska mellanviktstiteln första gången 1949 genom att poängbesegra den regerande mästaren Cyrille Delannoit. Mitri försökte också ta världsmästartiteln 1950 men förlorade mot Jake LaMotta. Efter att självmant ha abdikerat från europatiteln återtog Mitri den 1954 genom att slå ut Randy Turpin i första ronden men han förlorade titeln redan samma år till Charles Humez. Efter det gick Mitri ytterligare 20 matcher av vilka han vann 19 men en överraskande förlust 1956 mot Jimmy Elliott förstörde hans chanser att få ännu en titelmatch och han slutade boxas 1957.
Tiberio Mitri ansågs vara en extremt hårt slående boxare som dock lade större vikt vid att inte själv bli träffad än att slå ut sina motståndare.
Mitris slutliga matchstatistik blev 88 segrar (22 på KO), 7 förluster och 6 oavgjorda.